# علف باغ
علف باغ (نام علمی: Dactylis glomerata)، گونهٔ مشترکی از گندمیان از سرده
علف باغ است.
گیاهی چند ساله می باشد که به صورت متراکم رشد می کند و بین 20-140 سانتی متر ارتفاع دارد و معمولا 2-5 گل دارد  به صورت گسترده به عنوان یک علف یونجه به دلیل بازده بالا و قند بالا در مراتع می کارند و جزء علف های هرز چند ساله به شمار می رود و گرده های ان می تواند باعث ایجاد الرژی در برخی افراد شود.